# Pitigliano
Pitigliano is een gemeente in de Italiaanse provincie Grosseto (regio Toscane) en telt 4076 inwoners (31-12-2004). De oppervlakte bedraagt 102,8 km², de bevolkingsdichtheid is 40 inwoners per km².
De volgende frazioni maken deel uit van de gemeente: Casone.

## Demografie
Pitigliano telt ongeveer 1798 huishoudens. Het aantal inwoners daalde in de periode 1991-2001 met 4,2% volgens cijfers uit de tienjaarlijkse volkstellingen van ISTAT.
| Jaar | Inwoneraantal |
| ---- | ------------- |
| 1991 | 4316          |
| 2001 | 4134          |

## Geografie
De gemeente ligt op ongeveer 313 meter boven zeeniveau.
Pitigliano grenst aan de volgende gemeenten: Farnese (VT), Ischia di Castro (VT), Latera (VT), Manciano, Sorano, Valentano (VT).

## Geboren
- Pier Celata (1937), Apostolisch diplomaat en titulair aartsbisschop